# Шеховцова, Алла Викторовна
Алла Викторовна Шеховцова (род. 2 ноября 1964, Свердловск) — судья международной категории Олимпийских зимних игр и чемпионатов ISU (Международного союза конькобежцев) одиночного и парного катания Европы и Мира), советская фигуристка (танцы на льду), мастер спорта СССР (1979)., технический контролёр ISU и рефери ISU по танцам на льду, тренер, директор одинцовской школы фигурного катания. Дочь хоккеиста Виктора Шеховцова.

## Биография
Фигурным катанием начала заниматься под руководством тренера Натальи Собовой в СДЮСШ № 11 спорткомбината «Юность». С 1976 года вместе с Сергеем Жерновым под руководством Любови Фомичёвой успешно выступала в спортивных танцах на льду за ДСО «Спартак» (Свердловск). На Спартакиаде народов СССР 1978, которая одновременно была и чемпионатом СССР 1977/78 годов, пара Алла Шеховцова — Сергей Жернов заняла 7-е место среди юниоров. Входила в сборные команды РСФСР и СССР. Партнёрами были: Сергей Жернов, Андрей Ингодов и Вячеслав Кузичев.
Выступив на чемпионате СССР по фигурному катанию в 1979/80 году и заняв седьмое место, решила заняться своим образованием. Одновременно с 1982 года работала старшим тренером в свердловской школе фигурного катания, где её учителем был известный тренер Игорь Борисович Ксенофонтов.
В 1985 году стала судьёй республиканской категории, позже — всесоюзной категорий. С 1992 года судья международной категории.
С 2000 года является заместителем директора Ледового дворца хоккея и фигурного катания муниципального детского Центра хоккея и фигурного катания в Одинцове (Московская область), а также директором школы фигурного катания имени Людмилы Пахомовой.
В качестве судьи работала на олимпийских турнирах фигуристов (1998, 2002, 2006, 2010, 2014).

### Олимпийские игры 2014 года
Победа первой в истории России соотечественницы в женском одиночном катании 2014 года Аделины Сотниковой вызвало недовольство некоторых западных СМИ, намекавших на предвзятость судейства, и предполагавших, что на результат повлияла смена судей перед произвольной программой: «Судей из Южной Кореи и США сменили россиянка и украинец. Россиянка — это Алла Шеховцова — жена генерального директора Федерации фигурного катания России Валентина Писеева, — писал корреспондент The USA Today. — Украинец Юрий Балков — дисквалифицированный на год за попытку оказать влияние на результаты в танцах на льду на Олимпиаде в Нагано». Корейская федерация подала жалобу посчитав, что такой состав судейской панели противоречит этическому кодексу, и усомнилась в честности работы рефери. Дисциплинарный комитет ISU никаких нарушений не нашел: «Судейство Шеховцовой не было предвзятым, она не показывала особого отношения к представительнице России Аделине Сотниковой. Она не нарушала правил ни специально, ни по неосторожности», и напомнила, что поздравление чемпиона с победой — это выражение благодарности за выступление спортсмена, и Шеховцова действовала в рамках правил, когда поздравила завоевавшую золото Сотникову..
В опубликованном The New York Times детальном анализе выступления Аделины Сотниковой и ее главной соперницы Юны Ким техническим специалистом по фигурному катанию Адомом Лейбой признается победа за россиянкой по нескольким показателям. Во-первых, Сотникова включила в свой каскад двойной аксель, который выполнила качественно и на хорошей скорости. Юна Ким ограничилась простым прыжком и сделала его куда медленнее. «Сотникова опередила Юну Ким и в оценках за вращения. У россиянки они были четвертого уровня сложности, а у ее соперницы — третьего. Кроме того, Сотникова легко меняла позиции, сохраняя скорость. Поэтому судьи вознаградили её высокими оценками».

## Семья
Алла — дочь пятикратного чемпиона мира по хоккею с мячом Виктора Шеховцова.
Муж — Валентин Николаевич Писеев (1941—2024) — президент Федерации фигурного катания России (1992—2010), генеральный директор Федерации фигурного катания России (с 2010 года), член Исполкома Олимпийского комитета России (с 1992 года).
Сын — Станислав (род. 1989), работает в «Северстали».